# فرانكو دي سانتو
فرانكو ماتياس دي سانتو (بالإسبانية: Franco Matías Di Santo)‏ (مواليد 7 أبريل 1989 في ميندوزا - الأرجنتين) لاعب كرة قدم أرجنتيني، يلعب حالياً لصالح نادي شالكه في البوندسليغا الألماني منذ 2015 في مركز المهاجم. .

## روابط خارجية
- فرانكو دي سانتو على موقع اتحاد تركيا (لاعب) (الإنجليزية)
- فرانكو دي سانتو على موقع قاعدة بيانات كرة القدم.إي يو (الإنجليزية)
- فرانكو دي سانتو على موقع ناشيونال فوتبول تيمز (الإنجليزية)
- فرانكو دي سانتو على موقع Soccerbase.com (لاعب) (الإنجليزية)
- فرانكو دي سانتو على موقع Soccerway.com (الإنجليزية)
- فرانكو دي سانتو على موقع عالم كرة القدم.نت (الإنجليزية)
- فرانكو دي سانتو على موقع كووورة
- فرانكو دي سانتو على موقع AS.com (الإسبانية)